# La Vacherie

La Vacherie este o comună în departamentul Eure, Franța. În 1 ianuarie 2022 avea o populație de 557 de locuitori.